# Rolls-Royce Cullinan
Rolls-Royce Cullinan (укр. Роллс-Ройс Куллінан) — великогабаритний автомобіль класу SUV з люксовим обладнанням англійського автовиробника Rolls-Royce, що виготовляється із 2018 року.

## Опис

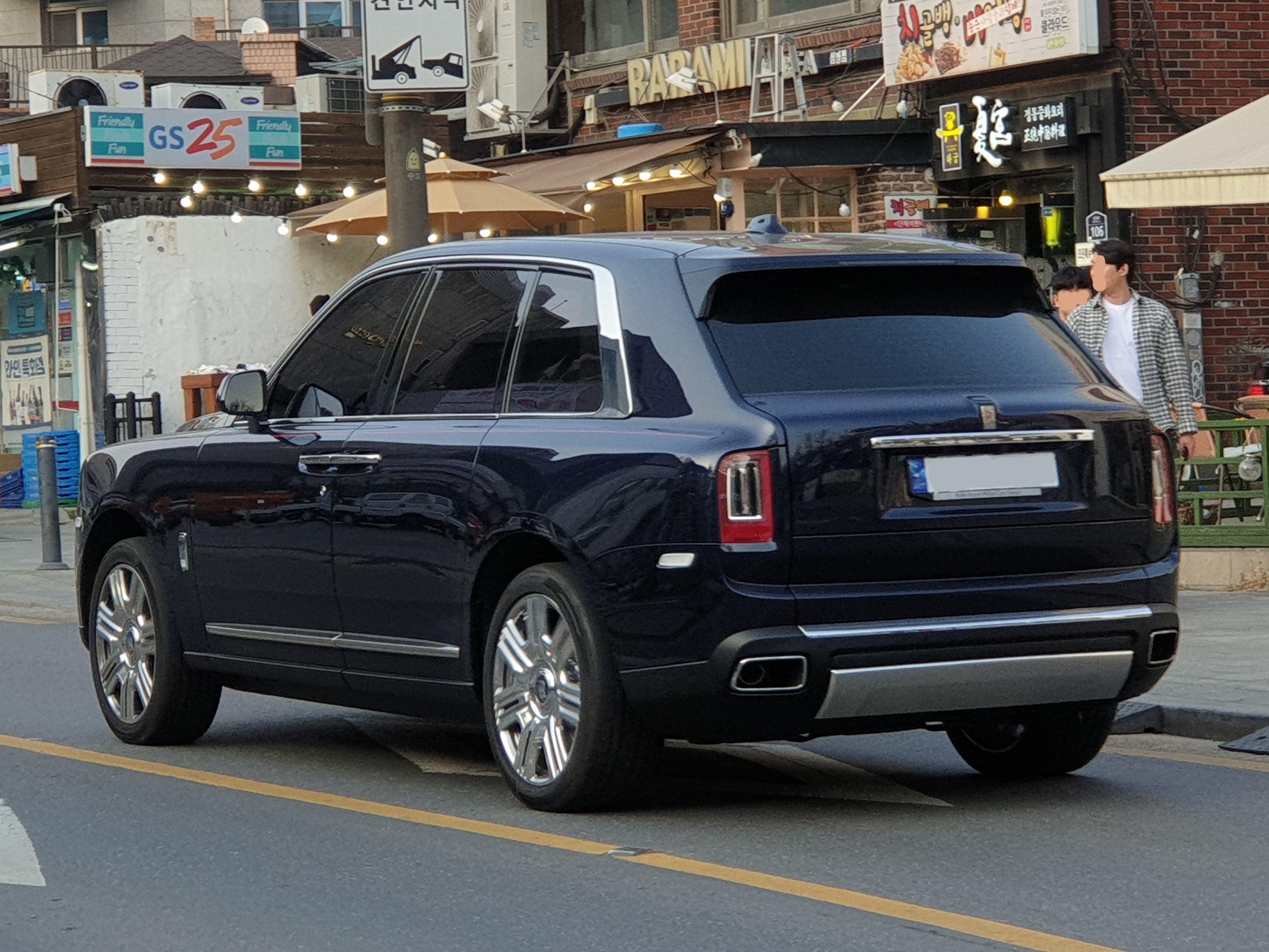
Rolls-Royce Cullinan

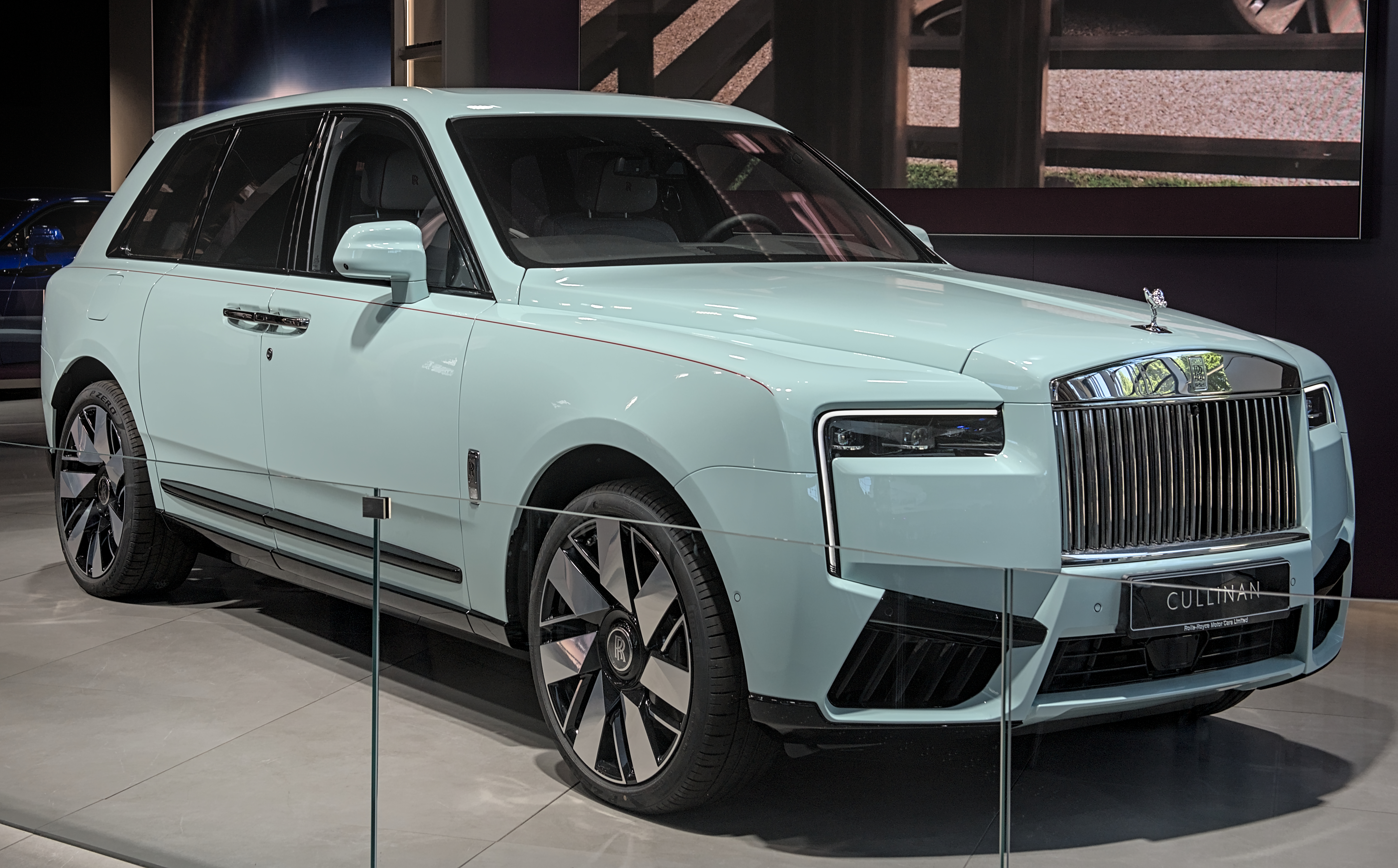
Rolls-Royce Cullinan (з 2024)

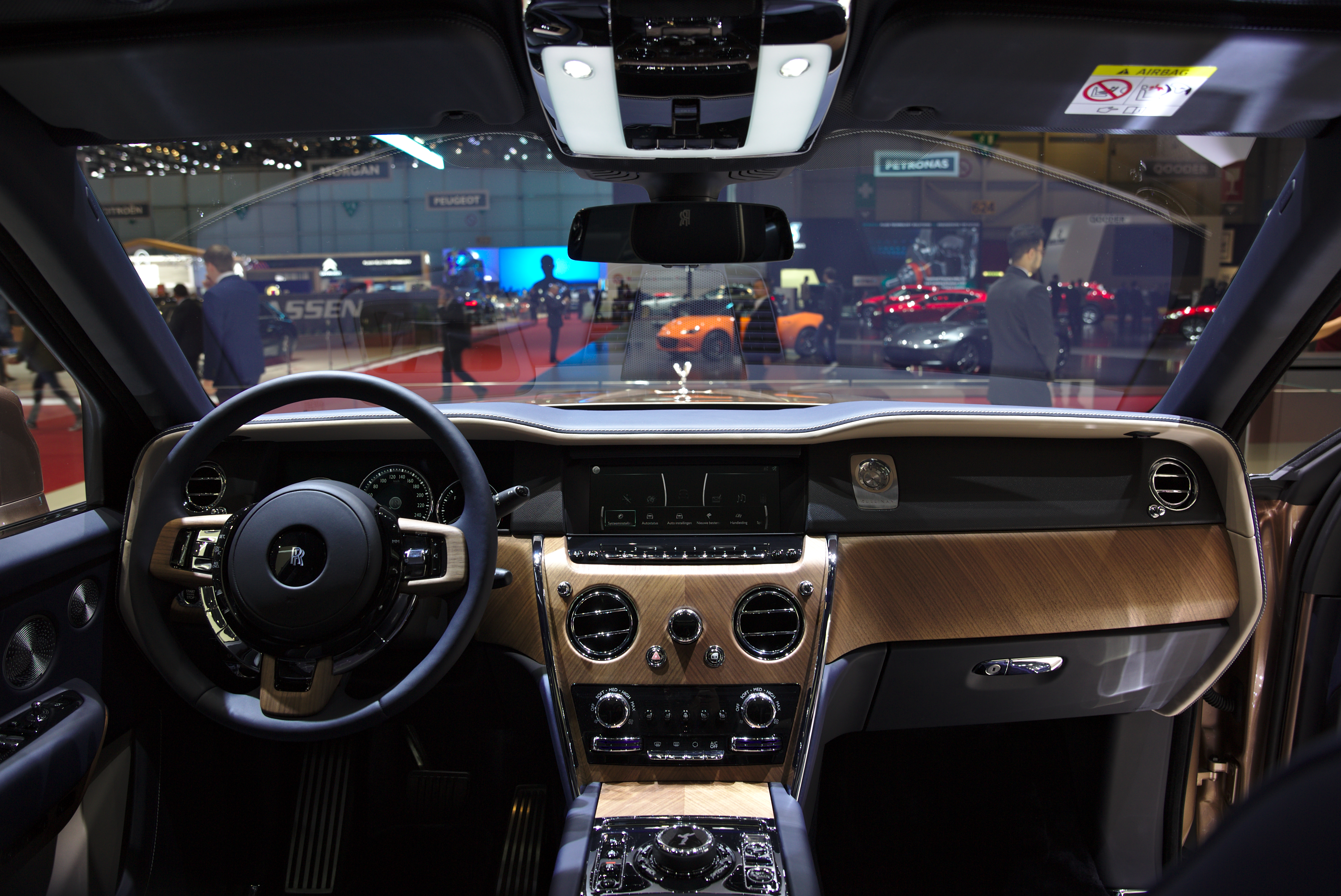

Автомобіль названо на честь найбільшого алмазу в історії людства «Куллінан».
Автомобіль збудовано на алюмінієвій платформі Aluminium-Spaceframe Architektur (ASF) з інтегрованою рамою, що й новий Rolls-Royce Phantom і отримав двигун серії N74 6.75 л V12 потужністю 571 к.с. крутним моментом 850 Нм, 8-ступінчасту АКПП ZF 8HP automatic і постійний повний привід. Згодом, планують підготувати гібрид Rolls-Royce, що заряджається від розетки.
Довжина кросовера перевищила 5 м, але автомобіль є коротшим, ніж Rolls-Royce Phantom. Є і подовжена версія.
Підвіски — двохричажна спереду і багаторичажна ззаду. У списку оснащення з'явилася пневмопідвіска на всіх колесах, розважальна мультимедійна система для задніх пасажирів.
Новий Роллс-Ройс напевно отримав віртуальну панель приладів.
У моделі Rolls-Royce Cullinan в списку оснащення будуть електропривод задніх і бічних дверей, мультиконтурні крісла з підігрівом, вентиляцією і масажем, а також багато електронних помічників, включаючи радарний круїз-контроль і системи моніторингу сліпих зон, утримання в смузі і нічного бачення.

## Двигуни
- 6.75 л N74B68 V12 twin-turbo потужністю 571 к.с. 850 Нм
- 6.75 л N74B68 V12 twin-turbo потужністю 600 к.с. 900 Нм (Black Badge)